# CTOS

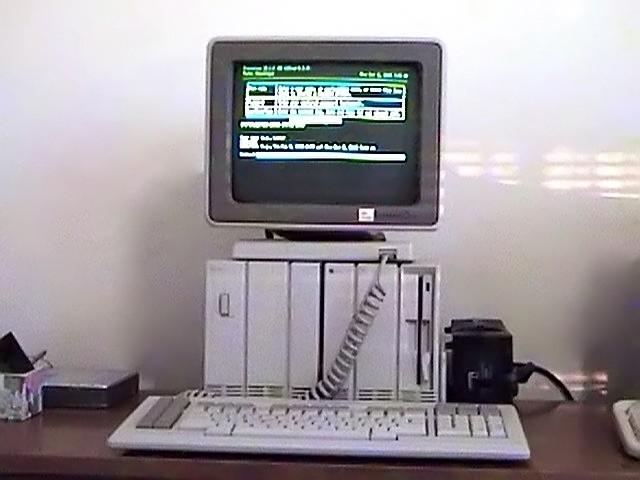

CTOS(Convergent Technologies Operating System) 또는 BTOS, STARSYS는 모듈 방식의 메시지 전달, 멀티프로세스 기반 운영 체제이다.

## 개요
CTOS는 당시 수많은 혁신 기능이 포함되었다. 시스템 접근은 사용자 비밀번호와 볼륨, 또는 디스크 비밀번호로 통제되었다. 이를테면 볼륨에 대해 누군가가 비밀번호를 알고 있으면 해당 볼륨(하드 디스크)의 파일이나 디렉터리에 접근이 가능했다. 각 볼륨과 디렉터리는 식별을 위해 구분자(delimiter)로 참조되었으며 {Network Node}[VolumeName]<DirectoryName>FileName과 같은 방식으로 동작에 따라 파일명이 뒷따랐다.
기능의 추가/제거를 위해 운영 체제를 커스텀-링크(custom-link)하는 것도 가능했다.
CTOS는 직렬 RS-422 케이블(데이지 체인 토폴로지)을 통해 전달되는 투명한 P2P 네트워크를 지원했으며 나중 버전에서는 RS-422 어댑터와 함께 트위스티드 페어(스타 토폴로지)로 전달되었다. 각 워크그룹(클러스터)은 서버(마스터)에 연결되었다. 보통 디스크리스 형태인 워크스테이션은 마스터로부터 클러스터 네트워크를 경유한 부팅이 수행되었고 부착된 하드 드라이브를 통해 로컬에서 부팅이 선택적으로 가능하였다.
메시지의 요청과 응답의 경우 프로세스 간 통신(IPC)이 주로 사용되었으며 이는 내부, 외부 환경을 위한 서비스 간 엔터프라이즈 애플리케이션 통합(Enterprise Application Integration)을 강화시켰다. 그러므로 CTOS는 메시지 기반 마이크로커널 아키텍처로 잘 알려져 있다.
CTOS는 인텔 x86 컴퓨터에서 실행되었으며 유니시스 PC에서 윈도우 NT와 동시에 실행이 가능했다.
시스템 API는 고급 언어와 어셈블리어로 표현되었다.

## 참고 문헌
- Miller, Edna Ilyin; Jim Crook; June Loy (1991). 《Exploring CTOS》. en:Prentice Hall. ISBN 0-13-297342-1.